# Meneclia pallidula
Meneclia pallidula is een vlinder uit de familie spinneruilen (Erebidae), onderfamilie beervlinders (Arctiinae). De wetenschappelijke naam van de soort is voor het eerst geldig gepubliceerd in 1910 door Grünberg.
Deze nachtvlinder komt voor in tropisch Afrika.